# Lomaspilis demarginata
Lomaspilis demarginata är en fjärilsart som beskrevs av Fuchs 1899. Lomaspilis demarginata ingår i släktet Lomaspilis och familjen mätare. Inga underarter finns listade i Catalogue of Life.